# Straßenbahn Hamm

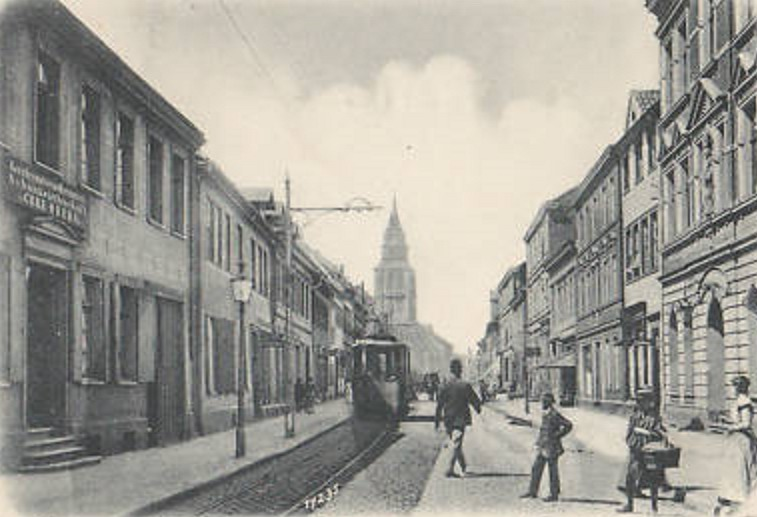
Straßenbahn Hamm im Jahr 1900

Die Straßenbahn Hamm war von 1898 bis 1961 ein Teil der Stadtwerke Hamm und deren Vorgängerbetrieben.

## Gründung
Am 15. Juni 1897 unterzeichneten die Elektrizitäts-Aktiengesellschaft (vormals Schuckert & Co.) und der Magistrat der Stadt Hamm, vertreten durch Bürgermeister Richard Matthei und Ratsherr F. Cobet, einen Vertrag über die Gründung der Hammer Straßenbahn. Die Elektrizitäts-Aktiengesellschaft verpflichtete sich, „eine Straßeneisenbahn vom Bahnhofe Hamm, unter der Eisenbahnüberführung nach der Bahnhofstraße, durch diese die Weststraße entlang, über dem Markt, durch die Oststraße und die Ostenallee bis zum Schützenhofe des Bürgerschützenvereins (Bad Hamm) einerseits und von dem Bahnhofe bis zum Schützenhofe der Westenvorstadt (Vorsterhausen) andererseits herzustellen und zu betreiben.“
Die Planung der Straßenbahn stand in engem Zusammenhang mit dem „Bad Hamm“ im Hammer Osten. Die Kurgäste mussten vom Bahnhof an der Pelkumer Chaussee aus dorthin gebracht werden. Zunächst wurde dies mit Hilfe von Pferden bewerkstelligt. Die elektrische Straßenbahn, vom Volksmund kurz „Elektrische“ genannt, löste die alte Pferdebahn dann ab. Der Bahnbetrieb beschränkte sich anfangs auf eine einzige Linie. Diese war zudem noch eingleisig; die Züge konnten also jeweils nur in eine Richtung fahren.

## Vom Aufbau bis zur Krise nach dem Ersten Weltkrieg (1897–1923)
Die Gleisbauarbeiten an der meterspurigen Strecke Westenschützenhof-Osten (Kronenburg), die von Vorsterhausen durch die Stadtmitte nach Kronenburg führte, begannen im Frühjahr 1898 und konnten noch im selben Jahr abgeschlossen werden. Die Straßenbahn war für die Hammer Bürger ungewohnt, aber sie wurde nicht im gleichen Maße bestaunt wie der erste Eisenbahnzug fünfzig Jahre zuvor. Immerhin übte sie genügend Attraktivität aus, als dass jeder Hammer Bürger in den Tagen nach ihrer Eröffnung wenigstens einmal mit dem neuen Transportmittel gefahren sein wollte.
Eine Probefahrt am 19. Oktober verlief erfolgreich, so dass die Elektrizitäts-AG den fahrplanmäßigen Betrieb am darauffolgenden Tag aufnehmen konnte. Im Verlauf des ersten Jahres gab es noch keine festen Haltestellen. Wer mitfahren wollte, gab dem Wagenführer ein Zeichen oder rief ihm zu; dieser hielt daraufhin den Wagen an, der Fahrgast stieg ein und die Fahrt ging weiter. Erst am 31. August 1899 wurde die Einrichtung von Haltestellen angekündigt.
Vier Tage nach der Inbetriebnahme war im Westfälischen Anzeiger zu lesen:
„Die letzten Tage haben unsere von jeher gehegte Ansicht bestätigt, dass die elektrische Straßenbahn sich hier gut rentieren werde. Der Ertrag hat die Erwartungen der Gesellschaft weit übertroffen, und wer am gestrigen Tage Zeuge des Betriebes war, wird erstaunt darüber gewesen sein, welche Menschenmassen – anders können wir es nicht bezeichnen – von dieser schönen und dabei so billigen Fahrgelegenheit Gebrauch machen möchten. Kann man sich so des Erfolges freuen, so wollen wir aber auch nicht verschweigen, dass einigen der Fahrgäste der billige Fahrpreis doch noch zu hoch erscheinen sein mag, denn in den Behältern, in welchen die 10 Pfennig zu werfen sind, haben sich auch verschiedene Knöpfe vorgefunden. Es bedarf wohl keines besonderen Hinweises, dass die Straßenbahnverwaltung für einen derartigen Gegenwert keine Verwendung hat. Also: Wer fährt, drücke sich nicht vor dem doch so billigen Fahrgelde.“
Die Straßenbahnfahrt blieb zunächst Vertrauenssache. Es gab nur Wagenführer, jedoch keine Schaffner. Es gab auch keine Fahrscheine. Die Straßenbahn begnügte sich gewissermaßen mit einem Opferstock an den Türen zur vorderen und hinteren Plattform.

Marktplatz mit Straßenbahn 1910, rechts im Hintergrund die Südstraße mit der Strecke in Richtung Süden

Am 15. Mai 1901 wurde vom Marktplatz in der Stadtmitte bis in den Süden der Stadt ein weiterer Streckenabschnitt in Betrieb genommen. Über die 2,5 Kilometer lange Verbindung konnte das im Jahre 1896 errichtete Städtische Krankenhaus an der Werler Straße durch die Straßenbahn erschlossen werden. Gleichzeitig war damit auch eine Verbindung zum Ruhr-Lippe-Kleinbahnhof in Hamm-Süd (an der Kleinbahnstrecke Hamm-Werl) hergestellt worden.
1903 übernahm die Firma Siemens-Schuckert den Betrieb. Am 1. April 1907 kaufte dann die Stadt Hamm die Straßenbahn, zusammen mit der Stromversorgung, für 1.600.000 Reichsmark. Die Stadt Hamm stellte auch Schaffner ein, da an den Türen befindliche Sammelboxen von den Fahrgästen freiwillig nicht ausreichend gefüllt wurden. Diese Mehrausgabe an Löhnen machten sich bereits nach nur einem Monat bezahlt. Trotz der erhöhten Betriebskosten war der Reingewinn wesentlich höher als in der schaffnerlosen Zeit.
Mit dem wirtschaftlichen Erfolg der Straßenbahn wurden auch die Waggons größer und bequemer. Die ersten Motorwagen hatten Holzbänke, die sich längs an den Außenwänden befanden. Später wurden dann Wagen beschafft, in denen die Bänke quer zur Fahrtrichtung standen. Auf diese Weise konnte man besser einen Blick auf die Straße und die Passanten werfen. Die Stehplätze auf der vorderen Plattform waren nicht besonders beliebt, vor allem im Winter nicht, da die Plattform nicht verglast war. Es kam oft genug vor, dass durch plötzliche Windstöße Hüte oder andere leichtgewichtige Gegenstände verloren gingen.
Eine weitere Besonderheit waren die offenen Sommerwagen, im Volksmund Abessinienwagen genannt, die vor allem in den Sommermonaten und an den Sonntagen eingesetzt wurden, wenn Festivitäten die Bürger in den Hammer Osten lockten. Die Bänke waren in den Sommerwagen so angebracht, dass die Fahrgäste in Längsrichtung Rücken an Rücken saßen und so einen guten Überblick über die Straße hatten. Die seitlichen Außenwände bestanden bei diesen Sommerwagen nur aus einem etwa meterhohen Gitterwerk, über dem baldchinartig das Wagendach schwebte. Als 1910 das westfälische Turnfest in Hamm stattfand, erwies sich diese Bauart als sehr zweckmäßig; die Turner schwangen sich zum Aussteigen einfach über die Seitenwand. Ermöglicht wurde dies durch die relativ geringe Fahrgeschwindigkeit der Straßenbahn, die in der Innenstadt maximal 18 km/h betrug. Mit dem wachsenden Betrieb wurde der Einsatz der Sommerwagen dann jedoch immer problematischer. Deshalb ging man dazu über, Anhänger einzusetzen, die, ebenso wie die Motorwagen, zu jeder Jahreszeit und bei jeder Witterung verwendbar waren. Beide Wagenarten wurden dabei verlängert. Sie wurden dadurch deutlich schwerer und lagen deshalb ruhiger auf dem Gleis, zudem boten sie mehr Sitzplätze. Beides zusammen führte zu einer deutlichen Komfortsteigerung der Fahrt.
In den Folgejahren wurden das Straßenbahnnetz mehrfach erweitert. Dadurch sollte den gestiegenen Verkehrsbedürfnissen Rechnung getragen werden. Am 10. Oktober 1910 wurde die Strecke vom Westenschützenhof nach Wiescherhöfen mit rund 3,26 Kilometern Länge eröffnet. Am 16. September 1913 wurde ein vom übrigen Netz getrenntes Teilstück, das von der Nordstraße über die Münsterstraße bis zur Heessener Straße führte, in Betrieb genommen. Am 4. August 1917 wurde diese Strecke bis in die Nordener Vorstadt verlängert; der zweite Abschnitt von der Münsterstraße bis zur Zeche Radbod im Kreis Lüdinghausen konnte dem Verkehr übergeben werden. Eine durchgehende Straßenbahnlinie von der Nordstraße zur Zeche Radbod war noch nicht möglich, da die damalige Staatseisenbahn die Münsterstraße höhengleich kreuzte und die Eisenbahnverwaltung die höhengleiche Kreuzung dieser Strecke durch die Straßenbahn nicht duldete. Deshalb blieb die Straßenbahnstrecke zunächst zweigeteilt. Für die Nordstrecke im Abschnitt Münsterstraße–Zeche Radbod musste eine zusätzliche Wagenhalle am Bockumer Weg (an der Tondernstraße) gebaut werden. Im Jahr 1921 wurde dann die Eisenbahnstrecke Hamm–Bielefeld höher gelegt. Erst danach, im November 1921, konnte eine durchgehende Verbindung Nordstraße–Zeche Radbod installiert werden.
Nach dem Ersten Weltkrieg gestaltete sich die Betriebslage infolge der galoppierenden Währungsinflation immer schwieriger. Schließlich wurde im Jahr 1922 die Südener Strecke völlig stillgelegt. Die Fahrpreise mussten der fortschreitenden Inflation in immer kürzeren Zeitintervallen angepasst werden. Mitte Januar 1923 kostete die Fahrkarte für eine Teilstrecke, für die vor dem Krieg nur zehn Pfennig zu zahlen waren, bereits vierzig Reichsmark. Anfang März 1923 mussten für die gleiche Fahrkarte 200 Reichsmark bezahlt werden, im Juni 1923 1000 Reichsmark. Im Juli 1923 erhöhte sich der Preis auf 3000 Reichsmark, am 31. August 1923 auf 150.000 Reichsmark, am 22. September auf zwei Millionen Reichsmark und schließlich, am 21. November, auf 50 Milliarden Reichsmark. Bedingt durch die Inflation, die bis Ende 1923 andauerte, wurde die Personenbeförderung schließlich eingestellt. In den Jahren 1924 und 1925 beförderte die Bahn von der Zeche De Wendel Haldenmaterial zum heutigen Otto-Kraft-Platz, wo ein ehemaliges Überschwemmungsgebiet der 1913 verlegten Ahse aufgefüllt wurde.

## Erneute Betriebsaufnahme bis zum Kriegsende (1925–1945)
Ende 1923 begann sich der Markt zu stabilisieren. Dadurch setzte eine langsame Aufwärtsentwicklung ein. Der zweigleisige Ausbau der Stadtlinien wurde ab 1924 fortgesetzt. Außerdem wurden zwölf neue Triebwagen angeschafft. 1925 erfolgte die Verlängerung der Linien 2 (Süden–Markt) und 4 (Radbod–Nordstraße) zum Bahnhof.
Im Jahr 1925 konnte mit vier Linien die Personenbeförderung betrieben werden. 1926 wurde eine Verlängerung von Radbod nach Bockum in Betrieb genommen; im Juni 1928 konnte dann die Vollendung der Strecke in Pelkum von der Fangstraße bis zum Amtshaus gemeldet werden. Ebenfalls 1928 wurde der zweigleisige Ausbau der Linie 1 (Bad Hamm–Dabergsweg) fertiggestellt. Im Mai 1931 wurde die Strecke Lippmann am Boll-Herringen an das Netz angeschlossen.
Die wirtschaftliche Entwicklung des Verkehrsbetriebes zwischen den beiden Weltkriegen bzw. im Zweiten Weltkrieg verlief sehr unterschiedlich. Dies lässt sich anhand der Beförderungszahlen erkennen:
| Jahr | Fahrgäste | Jahr | Fahrgäste  |
| ---- | --------- | ---- | ---------- |
| 1928 | 6.875.900 | 1940 | 9.220.500  |
| 1932 | 4.167.200 | 1941 | 1.152.800  |
| 1934 | 3.629.100 | 1942 | 14.953.100 |
| 1937 | 4.866.900 | 1943 | 17.139.500 |
| 1938 | 5.957.700 | 1944 | 7.466.200  |
| 1939 | 7.596.000 | 1945 | 2.978.200  |

Zum Vergleich: Im Jahr 1982 konnten auf den Busstrecken, die bis dahin den Straßenbahnbetrieb abgelöst hatten, 13.168.500 Fahrgäste verzeichnet werden.
Im Verlauf des Zweiten Weltkrieges war der Verkehrsbetrieb relativ häufig von den schweren Luftangriffen auf Hamm betroffen. Im Jahr 1941 durchschlugen Bombensplitter in Höhe des großen Exerzierplatzes den Fahrdraht. Dieser Schaden konnte relativ rasch behoben werden. Bei anderen Schäden war dies langwieriger und kostspieliger. Die Hammer Polizei ordnete im Laufe des Sommers 1944 Transporte von Schuttmassen und Baumaterial durch die Straßenbahn an. Dabei verwendete man Lastanhänger. Als Zugorgan diente der Schienenschleifwagen der Straßenbahn. Am 29. November 1944 musste der Betrieb vollständig eingestellt werden und konnte erst nach Kriegsende wieder aufgenommen werden.

## 1945 bis zur Stilllegung
Nach Kriegsende konnte der Straßenbahnverkehr mit Genehmigung der Militärregierung am 15. Juni 1945 wieder aufgenommen werden. Ab 7. Februar 1945 wurden nacheinander die Teilstrecken Herringen – Augustastraße, Pelkum (Fangstraße) – Augustastraße, Nordstraße – Tondernstraße und Hamm-Osten – Kentroper Weg in beschränktem Umfang wieder dem Verkehr übergeben, jedoch nicht auf der Linie 2 Hamm – Süd. Das Gleismaterial dieser Strecke wurde teilweise ausgebaut und auf den anderen Strecken zur Beseitigung der Bombenschäden verwendet.
Als erstes Teilstück ging der Streckenabschnitt Augustastraße – Marktplatz Pelkum im 40-Minuten-Takt wieder in Betrieb. Bis zum 31. März 1946 waren 13,5 Kilometer der insgesamt 31,3 Kilometer wieder in Betrieb. Am 31. März 1947 waren es schon 23,5 Kilometer, außerdem 2,5 Kilometer der am 17. März 1947 eingerichteten Kraftomnibuslinie Markt – Süden. Auf der Strecke Markt – Süden wurden ab März 1947 Omnibusse eingesetzt. Da die Lippe-Brücke noch in den letzten Kriegstagen gesprengt worden war, musste die Linie 4 weiterhin teilweise mit Omnibussen bedient werden. Während des Wiederaufbaus kamen verschiedene Omnibuslinien neu hinzu; weitere Verbindungen übernahmen die Stadtwerke aus privater Hand.
Die Linie 4 nach Bockum wurde am 2. Januar 1954 endgültig eingestellt, da sie nach Sprengung der Lippebrücke gegen Kriegsende keinen Anschluss mehr an übrige Netz hatte und zu einem Inselbetrieb geworden war. Zu einer geplanten Umstellung auf einen Oberleitungsbusbetrieb kam es nie. Die ehemalige Straßenbahnlinie wurde komplett von Omnibussen bedient.
Da nicht damit gerechnet wurde, dass die bis 1957 laufende Konzession verlängert würde, sind in den Jahren nach 1950 so gut wie keine Investitionen getätigt worden. Nach und nach wurden die Vorortlinien eingestellt. Am 1. März 1957 lief die Konzession für sämtliche Straßenbahnlinien ab - sie war 1907 für fünfzig Jahre erteilt worden. Eine weitere Genehmigung für die nach Pelkum führende Straßenbahnlinie 3 konnte nicht mehr erreicht werden. Die Linie musste daher seit dem 1. April 1957 im Teilstück Lippmann – Pelkum mit Omnibussen befahren werden, ebenso zum 1. Juni 1958 die Linie 2 Hamm-Bahnhof – Hamm Süden. Gleichzeitig wurden die Linien 2 und 4 zu einer Durchmesserlinie zusammengefasst.
Aufgrund des stark zunehmenden Autoverkehrs in der Innenstadt und wegen der engen Straßenverhältnisse, nicht zuletzt aber auch aus wirtschaftlichen Überlegungen, beschloss der Rat der Stadt am 16. Februar 1961, den Straßenbahnbetrieb ab dem 1. April 1961 ganz auf Omnibusbetrieb umzustellen und die Konzession der Bahn nur noch für den Auslaufbetrieb zu verlängern. Zum damaligen Zeitpunkt hätte der überwiegende Teil der Gleise erneuert werden müssen, dies traf auch auf den Fahrzeugpark zu. Die Investitionen wären beträchtlich gewesen. Es fiel den Hammer Bürgern nicht leicht, die Straßenbahn zu verlieren. Auch in der Politik wurden intensive Debatten im Rat und in den Ausschüssen geführt. Gutachter prüften die Wirtschaftlichkeit beider Systeme und nahmen die örtlichen Verhältnisse unter die Lupe. Letztlich waren es diese Entscheidungshilfen, die zur Einstellung des Straßenbahnbetriebes führten. Viele Bürger waren dabei, als am 2. April 1961 die verbliebene Strecke stillgelegt wurde und der letzte Straßenbahnwagen vom Osten her durch die Innenstadt in das Depot einfuhr. Der WDR nahm diese Fahrt zum Anlass, darüber im Fernsehen zu berichten.
Seitdem sind die Stadtwerke Hamm ein reiner Omnibusbetrieb. Statt der Straßenbahnwagen verkehrten auf den Hauptlinien 1 und 3 nur Omnibusse mit Schaffnern. Die Umstellung erfolgte reibungslos, es dauerte aber, bis sich die Fahrgäste an das neue Verkehrsmittel gewöhnt hatten. Im Laufe der nachfolgenden Jahre kamen – den Verkehrsbedürfnissen entsprechend – weitere Omnibuslinien hinzu; andere wurden verlängert.
Es bestehen jedoch Überlegungen zur Wiedereinführung im Zuge der Renaissance der Straßenbahn.